# Mohammed Zami
Mohammed Noor Zami (24 febbraio 1972) è un ex calciatore ed ex giocatore di calcio a 5 malaysiano.

## Carriera
Come massimo riconoscimento in carriera vanta la partecipazione, con la Nazionale di calcio a 5 della Malaysia, al FIFA Futsal World Championship 1996 in Spagna dove la nazionale asiatica si è fermata al primo turno, eliminata nel girone comprendente Italia, Uruguay e Stati Uniti. Zami ha giocato tutte e tre le gare della manifestazione. Ha disputato inoltre 4 gare con la squadra di calcio a 11 in occasione delle qualificazioni del Campionato mondiale di calcio 1998